# Arménie au Concours Eurovision de la chanson 2022
L'Arménie est l'un des quarante pays participants du Concours Eurovision de la chanson 2022, qui se déroule à Turin en Italie. Le pays est représenté par la chanteuse Rosa Linn et sa chanson SNAP, sélectionnés en interne par le diffuseur arménien AMPTV. Le pays se classe 20e avec 61 points lors de la finale.

## Sélection
La participation du diffuseur arménien à l'Eurovision 2022 est confirmée le 20 octobre 2021, lors de la publication de la liste officielle des participants. Le diffuseur annonce le 11 mars 2022 avoir sélectionné Rosa Linn comme représentante. Sa chanson, intitulée SNAP, est publiée le 19 mars 2022.

## À l'Eurovision
L'Arménie participe à la première demi-finale, le 10 mai 2022. Elle s'y classe 5e avec 187 points, se qualifiant donc pour la finale. Lors de celle-ci, elle termine à la 20e place avec 61 points.